# Alchemilla pseudomildbraedii
Alchemilla pseudomildbraedii é uma espécie de rosácea do gênero Alchemilla, pertencente à família Rosaceae.